# Herbert Gerdes

Herbert Gerdes um 1920

Herbert Gerdes (* 1. April 1884 in Blexen; † 17. Oktober 1957 in Esslingen am Neckar) war ein deutscher Theaterschauspieler, Filmregisseur und NS-Filmpropagandist.

## Leben
Der gebürtige Oldenburger war zu Beginn seiner Laufbahn zunächst als Theaterschauspieler tätig. Stationen seiner Bühnenkarriere waren u. a. das Dessauer Kristallpalast-Theater, das Stadttheater Tilsit, das Neue Schauspielhaus in Königsberg sowie die Vereinigten Theater von Kiel. Als Filmregisseur ist er erstmals 1920 nachweisbar, als er mehrere Melodramen für verschiedene Berliner Produktionsfirmen inszenierte.
Zum 1. Mai 1933 trat Gerdes in die NSDAP ein (Mitgliedsnummer 2.867.332), nachdem er sich bereits 1932 mit dem NS-Dokumentarfilm Der Führer hervorgetan hatte. Ab 1935 war er im Rassenpolitischen Amt der NSDAP (RPA) tätig, verfasste Propagandafilme zur Zwangssterilisation von geistig und körperlich behinderten Menschen und propagierte darin indirekt die Tötung der Behinderten. Ernst Klee bezeichnete ihn in diesem Zusammenhang als „Urheber rassenhygienischer Hetzfilme“. 1941 wurde Gerdes Leiter der Abteilung Film des RPA in Krakau im Generalgouvernement.
Nach dem Ende des Zweiten Weltkriegs lebte Herbert Gerdes als Rentner in Stetten auf den Fildern in der Nähe von Stuttgart. Er starb 1957 im Krankenhaus Esslingen.

## Filme
- 1920: Seine drei Frauen
- 1920: Die Geisterbraut
- 1920: Der Leidensweg des Hainar Rönelund
- 1920: Das große Geheimnis
- 1921: Schuld oder Schein
- 1932: Der Führer
- 1935: Die Sünden der Väter
- 1935: Abseits vom Wege
- 1936: Erbkrank
- 1937: Alles Leben ist Kampf
- 1938: Was Du ererbt